# Dans la classe de mon fils
Pour plus de détails, voir Fiche technique et Distribution.
Dans la classe de mon fils (titre original : Back to School Mom) est un téléfilm américain réalisé par Christopher Erskin, sorti en 2015.

## Fiche technique
- Titre original : Back to School Mom
- Titre français : Dans la classe de mon fils
- Réalisation : Christopher Erskin
- Scénario : Gerald Olson
- Décors : Surisa Surisa
- Costumes : Danielle Knox
- Production : Greig Buckle, Peter Graham, Stephen Hays, Milan Selassie
- Société(s) de production : Intelligent Media Productions, 120dB Films
- Société(s) de distribution : Lifetime Network
- Pays d'origine :  États-Unis
- Langue originale : anglais
- Format : couleur
- Genre : drame
- Durée : 88 minutes
- Date de sortie : 14 février 2015
- Classification : TV-14

## Distribution
- Kimberly Elise : Mary Thomas
- Denzel Whitaker : Noah Riley
- Loretta Devine (VF : Martine Irzenski) : Megham Graham
- Harry Lennix : Lawrence Riley
- Rick Fox : Matthew Kessler
- Garcelle Beauvais (VF : Dominique Vallée) : Dee Riley
- Sibongile Mlambo : Beth

## Crédit d’auteurs
- (en) Cet article est partiellement ou en totalité issu de l’article de Wikipédia en anglais intitulé « Back to School Mom » (voir la liste des auteurs).